# 新兵正传 IV
《新兵正传 IV》（英語：Ah Boys To Men 4）是2017年的一部新加坡贺岁电影，由梁智强执导及编剧，2017年11月9日上映。本集以戰備軍人為背景。完成2年軍役後轉為戰備軍人的主角們怎樣面對角色的轉變。本片在新加坡票房超505万新元。

## 演員（不完整）
本項目只顯示本系列主要演員外的其他演員：
- 廖永誼 飾 陳慶龍
- 陳芷尤 飾 張欣怡
- 孫景祥 飾 老闆
- 張奕愷
- 刘旭涛
- 符濟友